# Più micidiale del maschio
Più micidiale del maschio (Deadlier Than the Male) è un film del 1967 diretto da Ralph Thomas. Ebbe un sequel l'anno successivo, intitolato Alcune ragazze lo fanno.

## Trama
Un petroliere statunitense, in compagnia di una bella ragazza, è in viaggio sul suo aereo privato. La serata prende una piega diversa quando la ragazza uccide il magnate. Dopo che un altro pezzo grosso della stessa industria viene ucciso sulla spiaggia da una complice della ragazza, il caso viene assegnato all'investigatore Bulldog Drummond, che si ritroverà con un terzo cadavere fatto cadere dal balcone dalle due ragazze.